# Fókida (historické území)
Fókida, resp. Fókis (novořecky: Φωκίδα, [foˈkiða]IPA, starořecky/v katharevúse: Φωκίς, [foˈkis]IPA) je starověká oblast nacházející se ve středním Řecku. Moderní stejnojmenná regionální jednotka, v kraji Střední Řecko, se s tou starověkou kryje jen částečně a je posunuta více na západ, než původní starověká Fókis, která zasahovala též na západ moderní Bojótie a do Fthiótidy, zatímco z moderní Fókidy k ní náležela jen menší část.

## Geografie

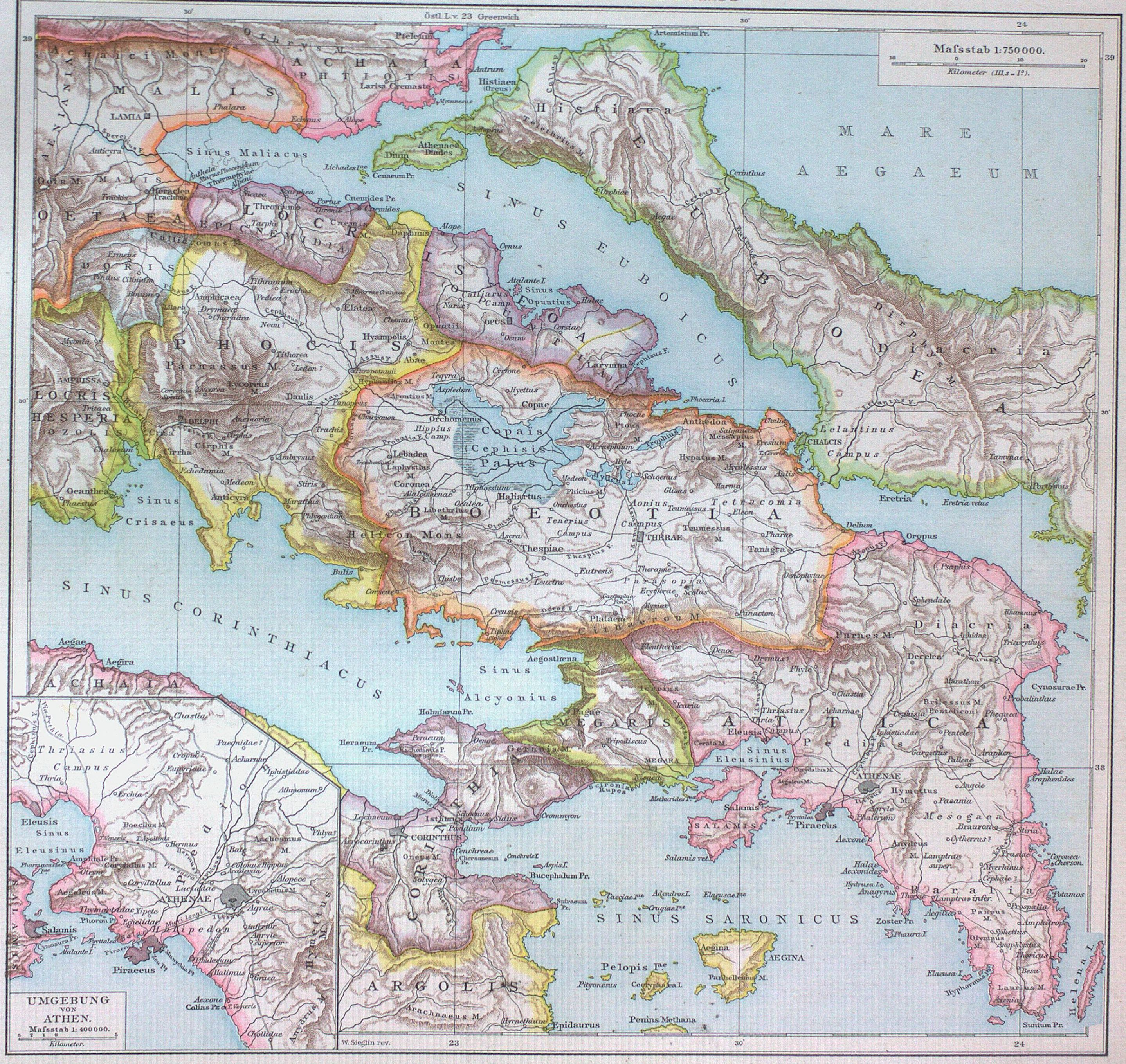
Mapa antické Fókie označena žlutou konturou mezi Boiótií a Lokris od Johana G. Droysena v jeho historiografickém díle Historischer Handatlas.

Starověká Fókis měla rozlohu přibližně 1619 km² a odlišné vymezení, než moderní Fókida. Rozkládala se od západního úbočí Parnasu na východě k pohoří Vardousia na západě a Korintskému zálivu na jihu. Sousedila na západě s Ozolskou Lokridou a Dóridou, na severu s Epiknemidskou Lokridou a Opúntskou Lokridou, Na východě s Bojótií a na jihu s Korintským zálivem. Masív pohoří Parnasu (2459 m), nacházející se ve vnitrozemí starověké Fókidy (dnes však na hranici moderní Fókidy, Bojótie a Fthiótidy), ji rozděloval na dvě odlišné části. Město Amfissa, nacházející se na východě vnitrozemí moderní Fókidy, bylo ve starověku součástí Ozolské Lokridy a východně od něj procházela západní hranice Fókidy. Zálivem Kolpos Iteas procházela jihozápadní hranice starověké Fókidy, zatímco v současnosti se nachází na jihu moderní Fókidy. Do starověké Fókidy patřil i záliv Kolpos Antikiras, jímž dnes prochází hranice mezi moderní Fókidou a Bojótií; na východě procházela hranice starověké Fókidy a Bojótie přes horu Helikón, která se v současnosti nachází ve vnitrozemí moderní Bojótie. Pohoří Kallídromo, tvořící hranici mezi starověkou Fókidou a Epiknemidsou Lokridou, se dnes nachází v moderní Fthiótidě. Součástí starověké Fókidy byla dále například města Amfikleia a Elateia, patřící dnes patří do moderní Fthiótidy.

## Historie
Raná historie Fókidy není dostatečně známa. Během perské invaze v roce 480 př. n. l. se Fókové nejprve připojili k národní obraně, ale kvůli váhání v bitvě u Thermopyl ztratili svou pozici. U Platají bojovali na straně Peršanů. V roce 457 př. n. l. se pokusili rozšířit svůj vliv až k ústí Kéfissu v Dóridě, tento pokus však byl překažen zásahem spartské armády, která „dórskou metropoli“ bránila. Podobný podnik proti Delfám v roce 448 př. n. l. opět zmařili Sparťané. Nedlouho poté však Fókové Delfy dobyli s pomocí Athéňanů, s nimiž uzavřeli spojenectví v roce 454 př. n. l. Postupný úpadek athénské pozemní síly vedl k oslabení tohoto spojení; v době peloponnéské války už byla Fókis nominálně vazalem a spojencem Sparty a nad Delfami ztratila kontrolu.
Ve čtvrtém století př. n. l. byla Fókis neustále ohrožována svými Bojótskými sousedy. Poté, co Fókové pomohli Sparťanům při invazi do Bojótie během korinthské války (395–394 př. n. l.) byli zatlačeni do defenzivy. Nejprve v roce 380 př. n. l. dostali pomoc Sparťanů, poté však byli přinuceni podřídit se rostoucí moci Théb. Fóčtí rekruté se účastnili vpádů Epaminonda na Peloponésos, s výjimkou závěrečného tažení na Mantineu (370–362 př. n. l.), kam svůj kontingent nevyslali. Jako odvetu Thébané vyvolali náboženský spor a zajistili schválení penálního usnesení proti Fókům na synodu Amfiktyónské ligy (356 př. n. l.). Fókové, vedeni dvěma schopnými generály, Filomélem a Onomarchem, odpověděli obsazením Delf a použitím jejich pokladů k najmutí armády žoldnéřů. S pomocí těchto jednotek nejprve Fócká liga přenesla válku do Bojótie a Thessalie. Ačkoli byli z Thessalie vytlačeni Filipem II. Makedonským, udrželi se deset let až do doby, kdy vyčerpání chrámových pokladnic a zrada jejich vůdců je vydala Filipovi na pospas. Byli vyloučeni z Amfiktyónské ligy a jejich dva hlasy byly přiřknuty Makedoncům (346 př. n. l.). Podmínky, které jim Filip uložil – povinnost nahradit chrámové fondy a rozptýlit populaci do neopevněných vesnic –, byly záhy ignorovány. V roce 339 př. n. l. začali Fókové obnovovat svá města; následujícího roku bojovali proti/po boku Filipovi v první bitvě u Chairóneie. Roku 323 př. n. l. se účastnili lamijské války proti Antipatrovi a roku 279 př. n. l. pomáhali bránit Thermopyly proti Galům. Za obranu Delf proti Galům byli Fókové roku 279 př. n. l. znovu přijati do Amfiktyónské ligy.
Od této chvíle je o Fókidě jen málo zpráv. Během třetího století před naším letopočtem se dostala pod moc Makedonie a Aitolské ligy, ke které byla definitivně připojena roku 196 př. n. l.